# Luis Palomino
Luis Vicente Palomino (Lima, 9 de octubre de 1980) es un artista marcial mixto y boxeador a puño limpio peruano-estadounidense que compite en la categoría de peso ligero de Bare Knuckle Fighting Championship, donde es el actual Campeón de Peso Ligero.
Fue campeón tanto de peso ligero como de peso welter, lo que lo convierte en el primer «doble campeón» en BKFC.

## Carrera de artes marciales mixtas

### Carrera temprana
Palomino Empezó su carrera con  un record de 3–0, en el Absolute Fighting Championship, uno de cual siendo una victoria  sobre futuro UFC 7 competidor Jeremy May vía decisión unánime.
Las 6 proximas  luchas de Palomino   acabaron vía KO/TKO, ganando o perdiendo. Durante este tramo, Palomino tuvo un registro de 4–2.
En su lucha final con anterioridad a unirse a Bellator, Palomino luchó John Mahlow para el XFC Campeonato Ligero, en una lucha que estuvo presentado en el Interior del espectáculo de MMA. Palomino Perdió la lucha vía sumisión  en la quinta ronda.

### Bellator
Palomino entonces  se unió a  Bellator para participar en su primer tornea Featherweight. Su lucha de ronda de apertura era en contra Estevan Payan en Bellator 1. Palomino fue nokeado por Payan y casi sometido, pero la campana sono antes de Payan podría acabar la lucha. El próximo dos rondas estuvieron consideradas como difíciles de puntuar y esto dirigió al veredicto de una decisión dividida (29–28, 28–29, 29–28) la cuál no fue para Palomino.
A pesar de su eliminación del tornea featherweight, Palomino se quedó con  Bellator  y continuado en la featherweight división. Su adversario en Bellator 6 era Nick Gonzalez y Palomino lo derroto vía TKO (golpes) en el segundo minuto de la primera ronda.
Palomino luego peleo con Troy  Gerhart en Bellator 12 en un 150 lb y lo derroto vía decisión unánime (29–28, 29–28, 29–28).
Después de que la primera temporada de Bellator acabó, Palomino tomó unas cuantas luchas exteriores de la promoción. Palomino Perdió su primera lucha ante el eventual  ganador de de  UFC Jonathan Brookins vía sumisión  en la segunda ronda. Palomino supero la pérdida  con dos victorias  siguientes que incluyen victorias  encima  de Rafael Dias por TKO y Jorge Masvidal vía decisión dividida.
En su próxima Bellator  aparicion en Bellator 21, Palomino  derroto a Jose Figueroa vía decisión unánime en una lucha de peso ligero.
Palomino entonces permanecio con Bellator en la tercera temporada. Su primera lucha de la temporada era en contra Yves Edwards en Bellator 24, el cual  perdio vía decisión unánime.

### Championship Fighting Alliance
Palomino Firmó con el  campeonato de promoción CFA, Palomino deprisa hizo su CFA debut en mayo 6, 2012 en Miami, Florida en contra Peter Grimes para el inaugural CFA Featherweight campeonato. Palomino Vencio Grimes por sumisión el minuto 4:59 del round 4.
Palomino Regresó en  el CFA 04: Izquierdo vs. Cenoble en diciembre 17, 2011 en Coral Gables, Florida en contra de Charles Bennett. Palomino Era capaz de utilizar su ventaja de velocidad para contrarrestar la pegada agresiva de  Bennett y lo nokeo finalmente en el minuto 3:59 de la primera ronda. Palomino se volvio en  el segundo hombre en nokear a Bennet.
Palomino estuvo planificado para luchar con el anterior Máximo Luchando Campeonato Campeón Ligero Antonio McKee en CFA 06 en abril 13, 2012 en Coral Gables, Florida. McKee fue retirado de la cartelera debido a una lesion y estuvo reemplazado por James Warfield, la lucha era originalmente planificada para el CFA Campeonato Ligero pero Warfield no hizo el peso requerido de 155 libras por ello reprogramaron la lucha pero sin valer el titulo. Warfield golpeó  a Palomino abajo en la primera ronda pero Palomino fue capaz de recuperarse y controlar el resto de su lucha utilizando su unortodoxo y rápido golpeado para atacar Warfield así ganando por decisión unánime.
Palomino Luego afrontó al dos veces Grand prix ganador y Strikeforce veterano Gesias Cavalcante en CFA 07 en junio 30, 2012 en Coral Gables, Florida. Palomino era el primer hombre a nokear Cavalcante y  lo hizo en el tercer round.
Palomino regresó a la acción en CFA 09 en enero 19, 2013 cuándo  afronto al veterano de PRIDE Luiz Firmino para el CFA Campeonato Ligero, Palomino perdió por decisión unánime después de ser constantemente derribado.
Palomino supero  su derrota anterior en mayo 24, 2013 en CFA 11 nokeando Robert Washington en la primera ronda.
Palomino enfrento a  UFC 8 ganador Efrain Escudero en CFA 12 en octubre 12, 2013. Pierdio la lucha vía decisión unánime.

### World Series of Fighting
Palomino Hizo su WSOF debut en enero 18, 2014 en Hollywood, Florida en contra Jorge Patino, Palomino ganó vía knockout en la  segunda ronda.
Palomino enfrento al campeón Justin Gaethje para el WSOF Campeonato Ligero en WSOF 19 en Marzo 28, 2015. Perdio   vía TKO en la tercera ronda.
Palomino enfrento Gaethje en un rematch en septiembre 18, 2015 en WSOF 23.  Una batalla  que Palomino perdido vía TKO en la segunda ronda.
Palomino luego fue introducido WSOF  una noche torneo Ligero para determinar el número un contender para el Campeonato Ligero.  Enfrento a  Rich Patishnock en los cuartos de final y gano vía knockout en la primera ronda.  Enfrento a Brian Foster en las semifinales y perdio vía TKO en la segunda ronda.

### Absolute Championship Berkut
Palomino enfrento al Checheno Musa Khamanaev en enero 13, 2017 en ACB 51. Gano la lucha vía TKO en la segunda ronda.
En la segunda lucha  enfrento a  Marcos Vinicius Schmitz en mayo 20, 2017 en ACB 61. Gano la lucha vía decisión unánime.
Palomino enfrento a Yusuf Raisov encima agosto 19, 2017 en ACB 67. Perdiendo la lucha vía decisión unánime.

## Boxeo a puño limpio
Después de firmar un contrato de tres peleas con el BKFC, Palomino hizo su debut en BKFC contra Elvin Brito en BKFC 10 en febrero 15, 2020. Palomino ganó la pelea por decisión unánime y avanzó al Torneo de peso súper welter del BKFC de cuatro hombres. Esta pelea lo hizo merecedor de su primer premio a la Pelea de la Noche.
Palomino estaba programado para enfrentar a Jim Alers en BKFC 11 el 14 de marzo de 2020 por el Campeonato Ligero, pero el evento se pospuso para el 20 de junio de 2020 debido a la pandemia de COVID-19. Posteriormente, el evento se pospuso una vez más y dos semanas antes de la fecha reprogramada, el 24 de julio de 2020, Alers se retiró después de que un miembro de su campamento dio positivo por COVID-19 y fue reemplazado por Isaac Vallie-Flagg. Palomino reclamó el título por nocaut en el primer minuto.
El combate con Alers fue reprogramado para llevarse a cabo en BKFC 14 el 13 de noviembre de 2020. Palomino defendió con éxito su campeonato mediante un nocaut en el primer minuto.
En su segundo intento de defensa del título, Palomino enfrentó a Tyler Goodjohn en BKFC 18 el 26 de junio de 2021. Palomino retuvo su título y ganó la pelea por decisión unánime.
Luego enfrentó a Dat Nguyen en BKFC 22 el 12 de noviembre de 2021. Defendió exitosamente el título por decisión unánime.  Esta pelea le valió el premio a la Pelea de la Noche.
Defendió exitosamente su título al derrotar a Martin Brown en BKFC: KnuckleMania 2 el 19 de febrero de 2022 por decisión unánime.
Después de su victoria sobre Brown, Palomino fijó su objetivo en convertirse en el primer campeón de dos divisiones en BKFC. Enfrentó al campeón de peso welter Elvin Brito en BKFC 26 el 24 de junio de 2022. Ganó el campeonato de peso welter por decisión unánime. El título fue vacante más tarde ese año.
El 2 de febrero de 2024 en BKFC 57 en Hollywood, Florida, Palomino luchó contra Austin Trout por el título vacante de peso welter de BKFC y perdió su primera pelea de bare knuckle por decisión unánime.

## Campeonatos y logros

### Artes marciales mixtas
- Xtreme Fighting Championships
  - XFC Campeonato de peso pluma (Una vez)
- Championship Fighting Alliance
  - Championship Fighting Alliance Campeonato de peso pluma (Una vez; primero)
  - 2012 Fighting Alliance campeón El peleador más valioso
  - Knockout De la Noche (Dos veces) vs. Gesias Cavalcante En junio 30, 2012 y vs. Charles Bennett en diciembre 17, 2011
- Mmajunkie.com
  - 2015 Pelea del  del Mes de Marzo vs. Justin Gaethje[27]
  - 2015 Lucha del mes de setiembre vs. Justin Gaethje[28]
- Yahoo! Deportes
  - 2015 Mejor pelea de mitad de año vs. Justin Gaethje[29]

### Bare-knucke boxing
- Bare Knuckle Fighting Championship
  - BKFC Campeonato ligero (una vez; actual; primero)
  - Campeonato Mundial de Peso Ligero de Police Gazette
  - Campeonato de peso ligero BKFC (una vez; actual; primero)
  - Campeonato de peso welter de BKFC (una vez)
    - Más defensas consecutivas del título en la historia del BKFC (6)
    - Mayor cantidad de defensas totales de títulos en la historia del BKFC (6)
    - Más victorias en peleas por el título en la historia del BKFC (8)
    - Primer campeón simultáneo de múltiples divisiones en la historia de BKFC (Peso ligero, Peso welter)
    - El reinado de título más largo en la historia del BKFC (1288 días)

  - Peleador BKFC del año 2022
  - Pelea de la Noche (Dos veces) vs. Elvin Brito 2 y Dat Nguyen[17][25]
  - Empatado (Lorenzo Hunt) por la racha de victorias más larga en la historia del BKFC (9)

## Jiu-Jitsu Brasileño
- Promovido a cinturón negro encima abril 25, 2012 por Daniel Valverde

## Récord en boxeo a puño limpio
| Récord profesional | Récord profesional | Récord profesional |
| 10 peleas          | 9 victorias        | 1 derrota          |
| ------------------ | ------------------ | ------------------ |
| Nocaut             | 3                  | 0                  |
| Decisión           | 6                  | 1                  |

| Resultado | Récord | Oponente           | Método              | Evento                             | Fecha                   | Ronda | Tiempo | Localización             | Notas |
| --------- | ------ | ------------------ | ------------------- | ---------------------------------- | ----------------------- | ----- | ------ | ------------------------ | --- |
| Derrota   | 9–1    | Austin Trout       | Decisión (unánime)  | BKFC 57                            | 2 de febrero de 2024    | 5     | 2:00   | Hollywood, Florida       | Por el campeonato vacante de peso welter de BKFC.                                                                                          |
| Victoria  | 9–0    | James Lilley       | Decisión (unánime)  | BKFC 45: Hollywood                 | 23 de junio de 2023     | 5     | 2:00   | Hollywood, Florida       | Defendió el campeonato de peso ligero de BKFC.                                                                                             |
| Victoria  | 8–0    | Tom Shoaff         | TKO (parada medica) | BKFC 34: Hollywood                 | 3 de diciembre de 2022  | 4     | 0:01   | Hollywood, Florida       | Defendió el campeonato de peso ligero de BKFC.                                                                                             |
| Victoria  | 7–0    | Elvin Brito        | Decisión (unánime)  | BKFC 26: Hollywood                 | 24 de junio de 2022     | 5     | 2:00   | Hollywood, Florida       | Ganó el campeonato de peso wélter de BKFC. Pelea de la noche.                                                                              |
| Victoria  | 6–0    | Martin Brown       | Decisión (unánime)  | BKFC: KnuckleMania 2               | 19 de febrero de 2022   | 5     | 2:00   | Miami, Florida           | Defendió el campeonato de peso ligero de BKFC. Pelea de la noche.                                                                          |
| Victoria  | 5–0    | Dat Nguyen         | Decisión (unánime)  | BKFC 22: Lombard vs. Hunt          | 12 de noviembre de 2021 | 5     | 2:00   | Miami, Florida           | Defendió el campeonato de peso ligero de BKFC. Pelea de la noche.                                                                          |
| Victoria  | 4–0    | Tyler Goodjohn     | Decisión (unánime)  | BKFC 18: Beltran vs. Shewmaker     | 26 de junio de 2021     | 5     | 2:00   | Miami, Florida           | Defendió el campeonato de peso ligero de BKFC.                                                                                             |
| Victoria  | 3–0    | Jim Alers          | TKO (golpes)        | BKFC 14: Palomino vs. Alers        | 13 de noviembre de 2020 | 1     | 0:44   | Miami, Florida           | Defendió el campeonato de peso Iigero de BKFC.                                                                                             |
| Victoria  | 2–0    | Isaac Vallie-Flagg | KO (golpes)         | BKFC 11: Palomino vs. Vallie-Flagg | 24 de julio de 2020     | 1     | 0:45   | Fort Lauderdale, Florida | Torneo de peso súper wélter final. Ganó el torneo de peso súper wélter del BKFC. Posteriormente pasó a llamarse campeonato de peso ligero. |
| Victoria  | 1–0    | Elvin Brito        | Decisión (unánime)  | BKFC 10: Lombard vs. Mundell       | 15 de febrero de 2020   | 3     | 5:00   | Fort Lauderdale, Florida | Torneo de peso súper wélter semi-final |